# 데바보초

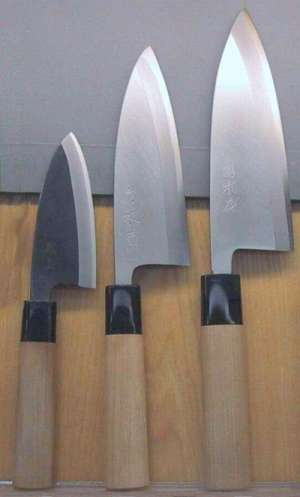

데바보초(出刃包丁) 또는 데바는 일본 식칼의 일종이다.
본래는 생선을 손질하기 위해 만든 칼로, 다른 식칼에 비해 묵직하고 날이 두껍다.